# Primo Mazzolari
Primo Mazzolari, dit Don Primo, né le 13 janvier 1890 à Crémone et mort le 12 avril 1959 à Bozzolo, est un prêtre catholique italien, résistant, puis fondateur en 1949 de la revue Adesso (it) (Maintenant).
Connu comme le curé de Bozzolo, il a été une  personnalité du catholicisme italien de la première moitié du XXe siècle. Sa pensée anticipait quelques-unes des orientations du concile Vatican II, en particulier en ce qui concerne l'« Église des pauvres », la liberté religieuse, le pluralisme.

## Biographie
Né en 1890 à Santa Maria del Boschetto, hameau rural de Crémone, il écrit, en 1907 dans son journal intime : « J'aime l’Église et le pape, mais mon dévouement et mon amour ne détruisent pas ma conscience de chrétien ».
Il est ordonné prêtre en 1912 par Mgr Giacinto Gaggia (it).
En 1915, il est volontaire durant la Première Guerre mondiale et devient aumônier militaire en 1918.
Le 31 décembre 1921, il est nommé curé à Cicognara, un hameau de la commune de Viadana, en Lombardie. En 1925, il est dénoncé par les fascistes pour avoir refusé de chanter le Te Deum après la tentative d'attentat sur Mussolini par Tito Zaniboni.
Le 10 juillet 1932, il est transféré à la paroisse de Bozzolo, où il passe le reste de sa vie.
Après le 8 septembre 1943, il est actif dans la lutte pour la Libération et il encourage les jeunes à y participer. En février 1944, il est interpellé une première fois par la police avant d'être emprisonné en juillet de la même année, puis libéré
Il est contraint par les fascistes à vivre dans la clandestinité jusqu'au 25 avril 1945.
Après la Seconde Guerre mondiale, l'Association nationale des Partisans d'Italie de Crémone lui accorde le titre de partisan.
À partir de 1954, il organise un festival international d'art. Cette manifestation est interrompue après son décès en 1959, pour être reprise, sous forme de biennale, depuis 2003.

## Pensée
À partir du début des années 1950, Don Primo développe une pensée sociale proche des classes défavorisées (là où personne ne vit hors de la charité) et des valeurs du pacifisme ce qui lui vaudra les critiques et les sanctions des autorités ecclésiastiques et le conduira à une marginalisation dans sa paroisse de Bozzolo.
En 1955, avec la publication anonyme de Tu non uccidere (Tu ne tueras pas), don Primo attaque la doctrine de la guerre juste et l'idéologie de la victoire, au nom d'une préférence pour la non-violence, pour soutenir un mouvement « ... de résistance chrétienne contre la guerre... » et pour la justice et la paix.

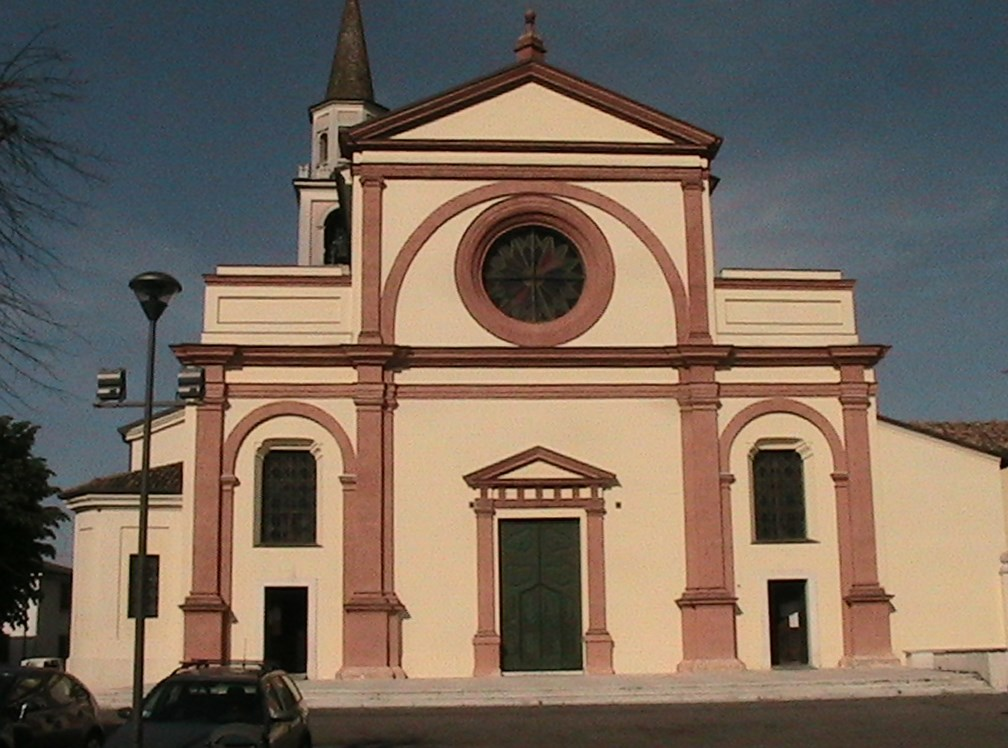
L'église San Pietro Apostolo à Bozzolo où se trouve le tombeau de Don Mazzolari.

C'est seulement vers la fin des années 1950, dans les derniers mois de sa vie, que Don Primo commence à recevoir les premières approbations de la hiérarchie ecclésiastique. En novembre 1957, l'archevêque de Milan Mgr Montini, futur pape Paul VI, l’appelle à prêcher dans son diocèse. En février 1959, le pape Jean XXIII le reçoit en audience privée et le salue publiquement comme la « Tromba dello spirito santo nella Bassa Padana » (Trompette du Saint-Esprit en Bassa padana).
Le Vatican annonce en avril 2017 que le pape François ira en pèlerinage le 20 juin suivant, à titre privé et non officiel, pour prier sur la tombe de Don Primo Mazzolari située à l'église Saint-Pierre-Apôtre (San Pietro Apostolo) à Bozzolo.
« Lui aveva il passo troppo lungo e noi si stentava a tenergli dietro.
Così ha sofferto lui e abbiamo sofferto anche noi.
Questo è il destino dei profeti. »
— Paul VI

« Il avait le pas trop long et nous peinions à le suivre.
C'est pour cela qu'il a souffert, et que nous avons souffert également.
C'est cela le destin des prophètes. »

## Procédure en béatification
Sa procédure en béatification est en cours. Le postulateur de la cause est don Bruno Bignami, président de la Fondation Don Primo Mazzolari.

## Filmographie
Une fiction TV, L'uomo dell'argine a comme thème la vie de don Primo.